# Paul Ourselin
Paul Ourselin, né le 13 avril 1994 à Saint-Pierre-sur-Dives (Calvados), est un coureur cycliste français, professionnel depuis 2017.

## Biographie

### Débuts et carrière chez les amateurs
Paul Ourselin commence le cyclisme à l'âge de sept ans à l'ES Livarot,. Après avoir obtenu son bac en septembre 2012, il quitte sa Normandie natale pour la Vendée et rejoint le Pôle Espoir de La Roche-sur-Yon, tout en commençant un BTS technico-commercial. Durant cette période, il est en collocation avec Justin Mottier et côtoie notamment dans sa filière Pierre-Henri Lecuisinier et Lorrenzo Manzin, futurs coureurs de la FDJ, ou encore Guillaume Thévenot, qui sera l'un de ses coéquipiers au Vendée U.
En 2013, il rejoint le club POC Côte de Lumière, pour sa première saison chez les espoirs (moins de 23 ans). Troisième du Grand Prix cycliste de Machecoul, il obtient également deux tops 10 en Coupe de France DN3.
Il est ensuite recruté par Sojasun espoir-ACNC en 2014, club de division nationale 1. Il connaît un début de saison difficile, en raison d'une chute au Tour de Normandie, où il se fracture la clavicule. Sa reprise est également perturbée par un nouvel incident à l'entraînement, où il se fait renverser par une voiture. Il parvient toutefois à finir sixième du championnat de Bretagne et du Tour de Seine-Maritime. Dans le même temps, il obtient son BTS.
En 2015, il rejoint le Total Direct Énergie, réserve de l'équipe professionnelle Direct Énergie. Sous ses nouvelles couleurs, il remporte le Circuit du Mené, réservé aux espoirs. Il termine également cinquième des Boucles de la Loire et d'une étape de la Ronde de l'Isard, huitième de l'Essor breton, neuvième du championnat de France espoirs ou encore onzième du Kreiz Breizh Elites.
En 2016, il se montre à son avantage en début de saison sur les classiques vendéennes. Il remporte le Circuit de la vallée de la Loire, Nantes-Segré, et termine deuxième de Manche-Atlantique. Dans les mois qui suivent, il s'impose sur Paris-Mantes-en-Yvelines, course UCI de classe 2,, au Tour d'Eure-et-Loir, manche de la Coupe de France DN1,, au Tour de la Dordogne, et sur une étape de La SportBreizh. Grâce à ses bons résultats, il rejoint l'équipe Direct Énergie à partir du mois d'août, en tant que stagiaire. Toujours actif chez les amateurs, il s'illustre le 21 août en devenant champion de France espoirs, devant Benoît Cosnefroy,. Nouvellement vêtu de son maillot tricolore, il poursuit sur sa bonne dynamique en remportant le Grand Prix Lorient Agglomération. Il connait aussi ses premières sélections en équipe de France espoirs, pour le Tour du Doubs et le championnat d'Europe sur route espoirs.

### Carrière professionnelle
Satisfaite de ses performances, l'équipe Direct Énergie le fait passer professionnel à partir de 2017. En 2018, il se classe cinquième de la Route Adélie de Vitré. En août 2019, il termine septième de la Polynormande, après avoir bouclé en rôle d'équipier son premier Tour de France en juillet. En 2020, il termine un nouveau grand tour, le Tour d'Espagne.
Son année 2021 est perturbée par une endofibrose iliaque bilatérale. En fin d'année, son contrat est prolongé d'une saison.
En 2022, il termine quatrième des Boucles de l'Aulne, puis en août, TotalEnergies annonce l'extension de son contrat jusqu'en fin d'année 2024. En 2023, il termine 26e au classement général du Tour d'Espagne et prend notamment la cinquième place sur la 18e étape.
À l'issue de la saison 2024, après huit ans dans la même équipe, Ourselin n'est pas prolongé. Il rejoint l'équipe World Tour Cofidis, où il espère pouvoir jouer sa chance en plus de son rôle d'équipier.

## Palmarès

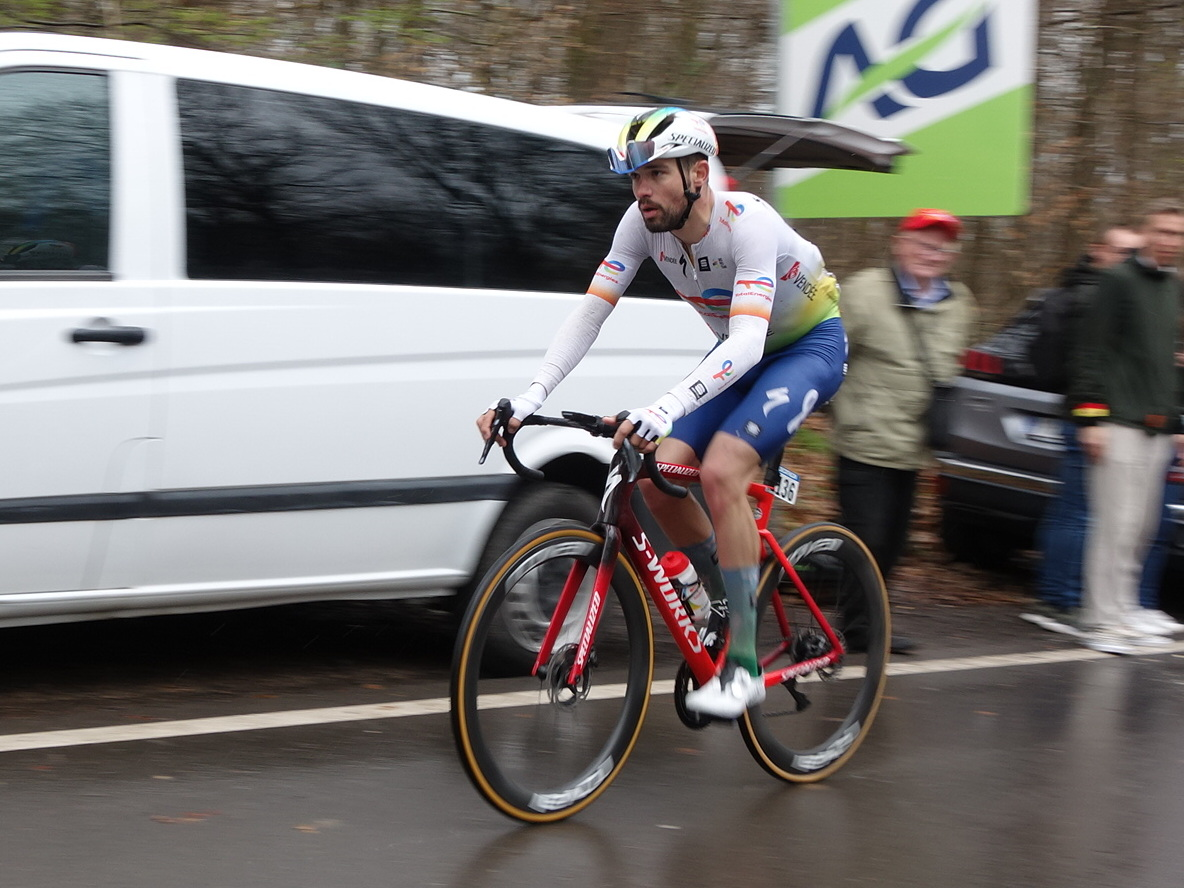
Ourselin lors de Liège-Bastogne-Liège 2023.

### Par année
- 2011
  - 2e de La Cantonale Juniors
- 2013
  - 3e du Grand Prix cycliste de Machecoul
- 2015
  - Classement général du Circuit du Mené
- 2016
  -  Champion de France sur route espoirs
  - Circuit de la vallée de la Loire
  - Nantes-Segré
  - Paris-Mantes-en-Yvelines
  - Tour d'Eure-et-Loir :
    - Classement général
    - 2e étape (contre-la-montre par équipes)

  - Classement général du Tour de la Dordogne
  - Grand Prix Lorient Agglomération
  - 2e de Manche-Atlantique

### Résultats sur les grands tours

#### Tour de France
1 participation
- 2019 : 95e

#### Tour d'Espagne
2 participations
- 2020 : 79e
- 2023 : 26e

## Classements mondiaux
| Année                                 | 2016  | 2017  | 2018 | 2019  | 2020 | 2021 | 2022 | 2023 | 2024 |
| ------------------------------------- | ----- | ----- | ---- | ----- | ---- | ---- | ---- | ---- | ---- |
| Classement mondial                    | 1155e | 2643e | 987e | 1056e | nc   | nc   | 567e | 492e | 823e |
| UCI Europe Tour                       | 780e  | 1805e | 609e | 755e  | nc   | nc   | 442e | nc   | nc   |
|                                       |       |       |      |       |      |      |      |      |      |
| Légende : nc = non classéSource : UCI |       |       |      |       |      |      |      |      |      |